# 济源工区
济源工区是河南省1975年设立的地级行政区。

## 历史
1975年5月2日，中共河南省委下发〔1975〕10号文件，批准建立中共河南省济源工区委员会、河南省革命委员会济源工区办事处，行使地方政权职能。济源县划归济源工区领导。新乡地区在济源县所建立的工矿企业，仍归新乡地区管理。1975年7月1日济源工区正式建立。1975年12月10日中共济源工委决定设立虎岭区（县级），建立中共虎岭区委员会、虎岭区革命委员会。
1976年3月24日，国家计划委员会下发〔76〕计字107号文件，批准在济源县坡头公社境内建设中国自行设计、自行制造设备、自行建设的第一座500万吨规模的“河南炼油厂”。
1977年5月27日，河南省委决定撤销中共济源工委、济源工区办事处，济源县划归新乡地区。1978年3月，河南省委主持召开联席会议，决定将孟县吉利公社和济源县坡头公社的7个生产大队划归洛阳市成立吉利工区。1978年1月开始建设洛阳石化总厂。1978年8月，虎岭区被撤销。